# Jan Antoł
Jan Antoł (ur. 13 czerwca 1936 w Zębie) – polski rolnik, działacz związkowy i samorządowy, gazda.

## Życiorys
Od 1975 należał do ZSL, w III RP wstąpił do Polskiego Stronnictwa Ludowego. W 1981 uczestniczył w strajkach chłopskich w Rzeszowie. Z ramienia Ogólnopolskiego Komitetu Strajkowego był jednym z sygnatariuszy porozumień rzeszowsko-ustrzyckich podpisanych w nocy z 18 na 19 lutego 1981. Po zjednoczeniu opozycyjnych rolniczych organizacji związkowych na kongresie z 8 i 9 marca tego samego roku objął stanowisko wiceprzewodniczącego Niezależnego Samorządnego Związku Zawodowego Rolników Indywidualnych „Solidarność”, organizował struktury związku na Podhalu. Sprawował mandat radnego powiatu nowotarskiego I i II kadencji jako reprezentant Związku Podhalan. W 2005 startował z listy PSL do Senatu w okręgu wyborczym Nowy Sącz.
Był przyjacielem księdza Józefa Tischnera, uwieczniony przez niego w Historii filozofii po góralsku jako Gorgiasz.

## Odznaczenia
W 2009, za wybitne zasługi dla niepodległości Rzeczypospolitej Polskiej, za działalność na rzecz przemian demokratycznych, za osiągnięcia w podejmowanej z pożytkiem dla kraju pracy zawodowej i społecznej, został przez prezydenta Lecha Kaczyńskiego odznaczony Krzyżem Kawalerskim Orderu Odrodzenia Polski. W 2016 otrzymał Krzyż Wolności i Solidarności.